# Volksraad

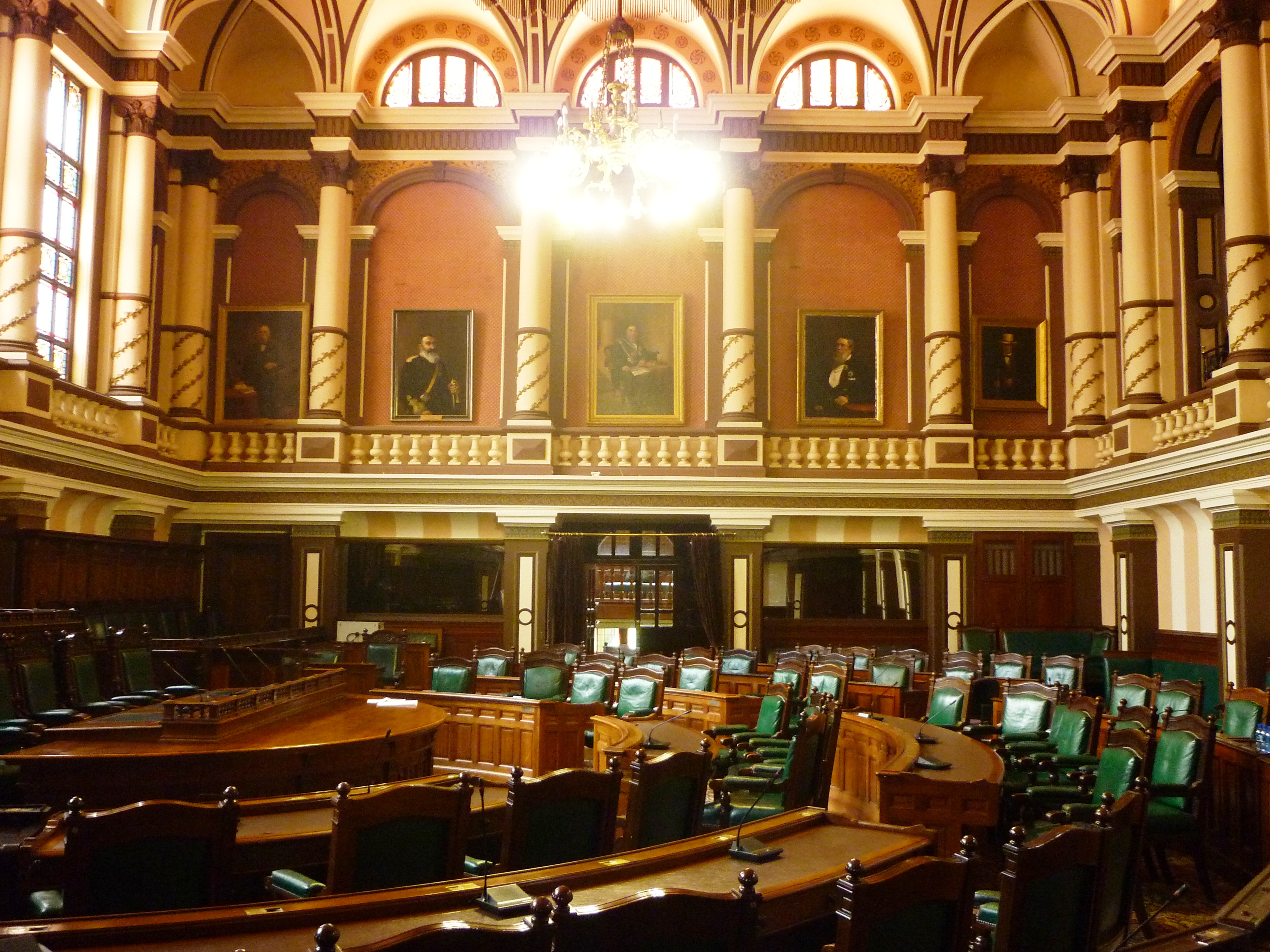
A Volksraad tanácsterme

Volksraadnak (magyarul: népgyűlés, emberek tanácsa) a Dél-Afrikában 1857 és 1902 között fennálló búr parlamentet nevezzük. Felállítása a három jelentősebb búr állam (Natal Köztársaság, Transvaal Köztársaság, Oranje Szabadállam) alapítását követően történt, működésük pedig egészen a második búr háború brit győzelméig tartott. A kisebb búr államok is általában mindig így nevezték saját országgyűlésüket. Az üléseket hagyományosan az Ou Raadsaal épületében tartották Pretoriában, a Templom téren. 
A tanácsnak rendszerint 24 tagja volt, s ezt a létszámot a kezdeti időkben gyakran osztották alsó és felső házra. Ezt azért tették, hogy az átmenetileg államukban tartózkodó külföldi munkások (legfőképpen bányászok) is képviselni tudják érdekeiket, valamint elháríthassák a britek panaszait. 
A kétkamarás törvényhozás két része az első volksraad, és a második volksraad volt. Előbbi az állami törvényhozás legfőbb intézménye volt. A választójog minden 16. életévét betöltött búr állampolgárt megilletett.

## Fordítás
- Ez a szócikk részben vagy egészben  a   Volksraad című angol Wikipédia-szócikk fordításán alapul.  Az eredeti cikk szerkesztőit annak laptörténete sorolja fel. Ez a jelzés csupán a megfogalmazás eredetét és a szerzői jogokat jelzi, nem szolgál a cikkben szereplő információk forrásmegjelöléseként.